# Tatort: Voll ins Herz
Voll ins Herz ist ein Fernsehfilm aus der Kriminalreihe Tatort der ARD und des ORF. Der Film wurde unter der Regie von Ulrich Stark von Radio Bremen produziert und am 13. September 1998 im Programm Das Erste zum ersten Mal gesendet. Für Kriminalhauptkommissarin Inga Lürsen (Sabine Postel) ist es der 3. Fall, in dem sie ermittelt.

## Handlung
Mascha Borst arbeitet in einem Callcenter für Telefonsex. Als sie sich eines Abends nach Feierabend mit jemandem im Containerhafen verabredet hat, wird sie am Treffpunkt ohne Vorwarnung erschossen. Sie hinterlässt eine zweijährige Tochter, um die nun sich ihre Freundin Tatjana Funk kümmert.
Kommissarin Inga Lürsen und ihr Kollege Kommissar Henning Kraus vermuten den Täter im Kundenkreis des Callcenters. Als Lürsen den Inhaber der Firma ausfindig macht, stößt sie dabei auf eine ihrer alten Freundinnen: Conny Barop, die sie gerade erst auf einem Klassentreffen wiedergesehen hatte. Mitinhaber der Firma ist Friedrich Peters, der auch einen Blumengroßhandel betreibt. Nach der Überprüfung der Kundenkartei des Opfers fällt ein Verdacht auf Lürsens Chef Dr. Herbert Kreiner, dessen Geheimnummer sich in der Kartei befand, ebenso wie die des Richters Dr. Lars Heinemann. Da dieser mit Friedrich Peters gerade erst vor Gericht zu tun hatte und ihn freigesprochen hatte, vermutet Lürsen eine Erpressung. Doch auch die Presse findet diese Zusammenhänge und nachdem ein entsprechender Artikel erscheint, unternimmt Richter Heinemann einen Selbstmordversuch.
Nachdem die Kommissarin herausfindet, dass Kreiner mit Barop eine Beziehung zu haben scheint, bleibt sie auch ihm auf den Fersen. Immer mehr Indizien weisen auf Lürsens Chef. So wurde sein Wagen in der Mordnacht am Hafen gesehen, Blutspuren daran gesichert und auch eine Patronenhülse gefunden, die nachweislich aus seiner Dienstwaffe stammt. Als Alibi gibt er an, die Nacht mit Conny Barop zusammen gewesen zu sein. Sie bestätigt dies, sagt aber auch, dass sie eine längere Zeit allein in der Hotelbar gewesen sei, da Kreiner angeblich eingeschlafen wäre. Aufgrund der erdrückenden Beweislage wird er in Untersuchungshaft genommen.
Daneben gibt es auch Hinweise auf Barops Geschäftspartner Friedrich Peters. Er produzierte illegal Gewaltvideos, wovon eines in die Hände von Mascha Borst gelangt war und womit sie Peters erpresst hatte. Im Zuge dieser Erpressung und der Berichte in der Presse stellt sich heraus, dass er Heinemann gezwungen hatte die Tabletten einzunehmen. Daher konzentrieren sich Lürsens Ermittlungen mehr und mehr auf Peters und Barop, da sie sich nicht vorstellen kann, dass ihr Chef ein skrupelloser Mörder sein soll. So kommt sie dahinter, dass sich ihre alte Freundin nach dem Tod ihrer Tochter, die mit sechs Jahren bei einem Verkehrsunfall starb, zu einem eiskalten Monster entwickelt hatte, dass die Menschen um sich herum nur noch für ihre Zwecke benutzte. Da sie den Tod ihres Kindes nicht verarbeitet hatte, schmiedete sie einen Racheplan. Kreiners unehelicher Sohn war der Fahrer, der ihr Kind überfahren hatte und dank der Verbindung seines Vaters mit dem Richter erhielt er nur 18 Monate auf Bewährung. Daher hat sie alles so eingefädelt, dass alle Indizien für Kreiner als Täter sprechen. Vor kurzem hatte sie sogar die kleine Tochter von Mascha Borst entführt, um sie an Stelle ihrer Tochter aufzuziehen.
Als Lürsen Barop verhaften will, erschießt sie sich am Grab ihrer toten Tochter.

## Hintergrund
Der Film wurde von Radio Bremen produziert und in Bremen, Bremerhaven und der Umgebung von Bremen gedreht.

## Rezeption

### Einschaltquoten
Die Erstausstrahlung von Voll ins Herz am 13. September 1998 wurde in Deutschland insgesamt von 7,59 Millionen Zuschauern gesehen und erreichte einen Marktanteil von 22,09 Prozent für Das Erste.

### Kritik
Die Kritiker der Fernsehzeitschrift TV Spielfilm beurteilen diesen Tatort mittelmäßig und meinen: „Ein schwacher ‚Tatort‘, dem es an Spannung und guten Figuren mangelt. [Fazit:] Dieser dröge ‚Tatort‘ ist ein glatter Fehlschuss.“